# Aufklärungsturm

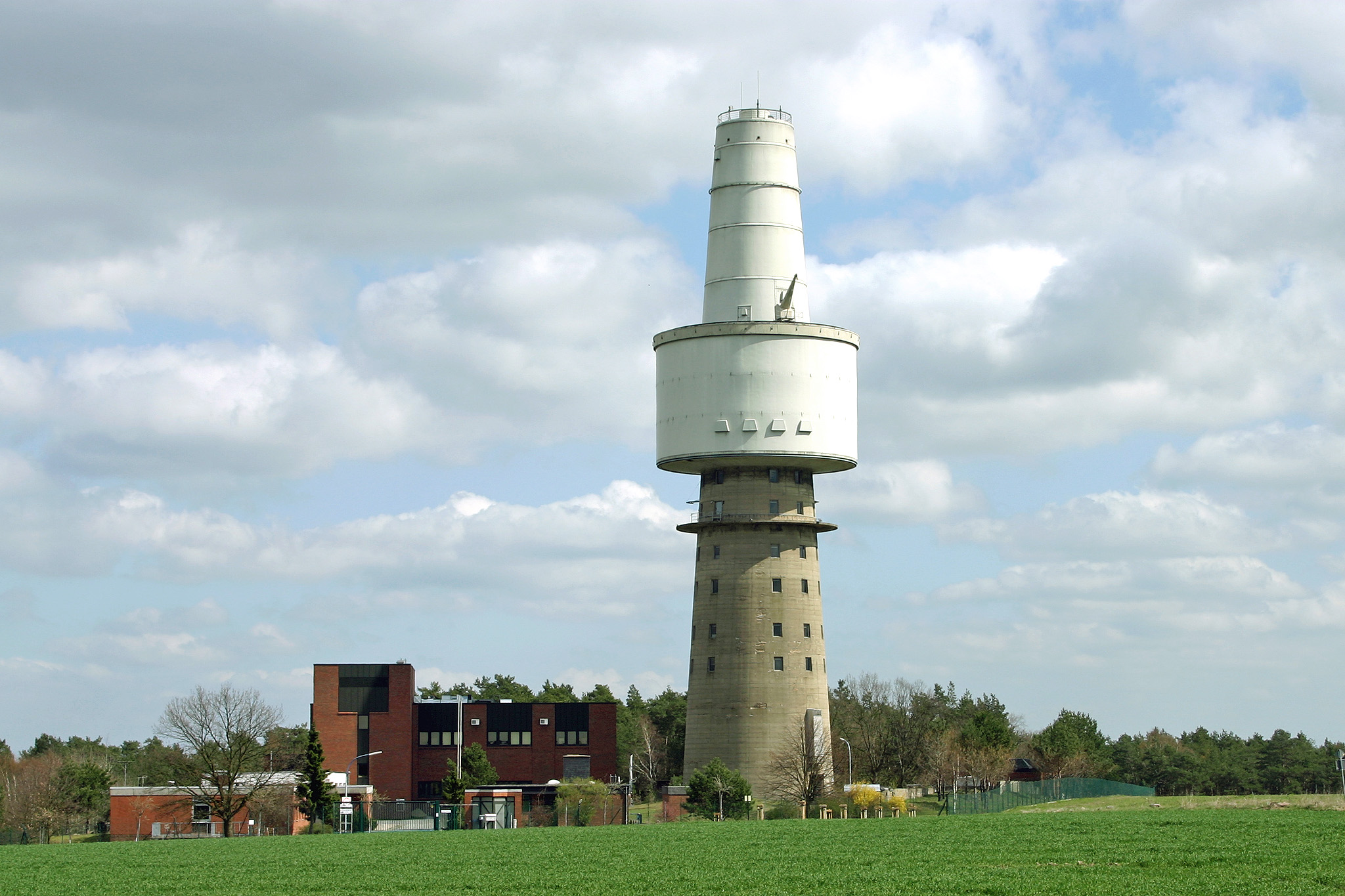
Fernmeldesektorturm B mit „Horizontaler Erweiterung“ für das LAPAS-Projekt auf dem Thurauer Berg bei Woltersdorf in Niedersachsen

Die Aufklärungstürme der Bundeswehr wurden von den EloKa-Einheiten von Heer, Luftwaffe und Marine der Bundeswehr an der Deutsch-Deutschen Grenze und der Grenze zur Tschechoslowakei aufgestellt und betrieben, um die Streitkräfte des Ostblocks aufzuklären. Die Türme der Luftwaffe übermittelten ihre Ergebnisse dem Fernmeldebereich 70 der Luftwaffe in Trier zur zusammenfassenden Auswertung und wurden Fernmeldesektortürme genannt.
Die Türme befanden sich in unmittelbarer Nähe zur Grenze, teils in Sichtweite zu ihren östlichen Gegenparts. Sie waren mit umfangreichen Geräten zur Fernmelde- und Elektronischen Aufklärung ausgestattet. In einem Turm waren in der Regel circa 200 Soldaten im Schichtbetrieb beschäftigt. Diese waren in einer Kaserne in der Umgebung untergebracht.
Nach der deutschen Wiedervereinigung und dem Ende der militärischen Konfrontation durch die Auflösung des Warschauer Pakts wurden die Türme überflüssig und daraufhin sämtlich aufgegeben; die sie betreibenden militärischen Einheiten wurden aufgelöst.
Luftwaffe
| Fernmeldesektor | Standort Turm                                       | Unterkunft       | Baubeginn | Aufgelöst            | weitere Nutzer                                |
| --------------- | --------------------------------------------------- | ---------------- | --------- | -------------------- | --------------------------------------------- |
| A               | Klaustorf                                           | Großenbrode      | 1965      | 2004                 | BFSt                                          |
| B               | Thurauer Berg                                       | Neu Tramm        | 1965      | 1994                 | FmKp 945, 2. Zug (später FmKp 1) des Heeres   |
| C               | Stöberhai                                           | Osterode am Harz | 1964      | 1993, 2005 gesprengt | Teile der FmKp 947 (später FmKp 7) des Heeres |
| E               | Schneeberg (Fichtelgebirge)                         | Wunsiedel        | 1963      | 1993                 |                                               |
| F               | Hoher Bogen (mit zwei zusätzlichen Antennenträgern) | Bad Kötzting     | 1965      | 2004                 | II. Zug FmKp 946, später FmKp 12 des Heeres   |

Heer
| Fernmeldekompanie | Standort Turm                    | Unterkunft         | Baubeginn | Aufgelöst            |
| ----------------- | -------------------------------- | ------------------ | --------- | -------------------- |
| 945               | Barwedel                         | Ehra-Lessien       | 1976      | 1994                 |
| 947               | Hoher Meißner                    | Hessisch Lichtenau | 1976      | 1994, 2002 gesprengt |
| 946               | Großer Kornberg (Fichtelgebirge) | Hof (Saale)        | 1976      | 1994                 |

Marine
| Bezeichnung | Betreiber                | Standort Turm | Unterkunft           | Baubeginn | Aufgelöst |
| ----------- | ------------------------ | ------------- | -------------------- | --------- | --------- |
| M           | Marinefernmeldesektor 73 | Pelzerhaken   | Neustadt in Holstein | 1972      | 1992      |

Lage der Türme an der damaligen westdeutschen Ostgrenze

Ehemaliger Aufklärungsturm des Heeres am Großen Kornberg

Die Türme und ihre Kasernen waren zum Teil in den strukturschwachen Regionen an der Grenze mit die größten Arbeitgeber. Der Turm B nahe Dannenberg (Elbe) sollte eigentlich das geplante LAPAS-Projekt beherbergen und wurde nach dessen Einstellung 1993 schnell aufgelöst.
Einige Türme werden noch als Plattform für Mobilfunkbetreiber weitergenutzt, der Turm am Großen Kornberg wird von einem Fraunhofer-Institut genutzt.
In den Horizontalen Erweiterungsbau am Fernmeldesektor A wurde im Februar 2012 das Ostsee Geocenter & Aquarium „Ostsee Erlebniswelt“ eingerichtet. Der Turm selbst ist ab 2016 zugänglich, zunächst wird der Balkon um das 7. Stockwerk als „Ostsee Aussichtsturm“ genutzt.